# スプリーミ＝マエストリ＝ペルフェッティ
スプリーミ＝マエストリ＝ペルフェッティ（イタリア語: Sublimi maestri perfetti）は、19世紀前半に北イタリアに興った革命的秘密結社。急進的な立憲自由主義（憲法に立脚する自由主義）を掲げ、小規模な秘密結社を従えるなどイタリア統一運動初期に影響力を持った。

## 名称

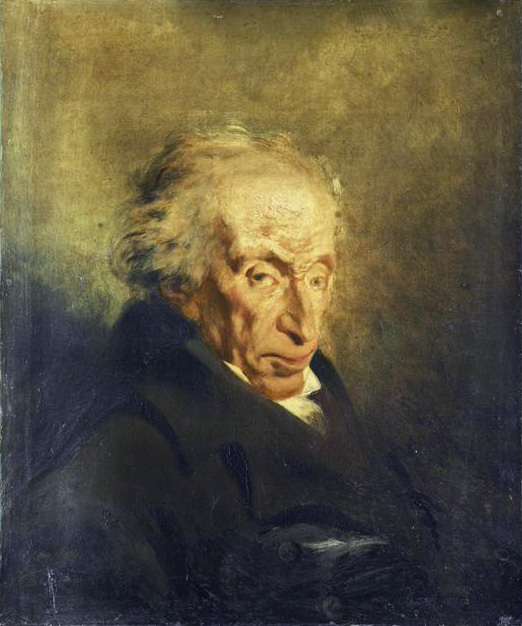
フィリッポ・ブオナローティ
(画)フィリップ＝オーギュスト・ジャンロン

スプリーミ＝マエストリ＝ペルフェッティはイタリア語で「完全志向の親方たち」を意味している。ここでいう親方とは石工のことを指しており、秘密結社になる前の前身が石工組合であったフリーメイソンの影響を強く受けていると考えられる。実際に所属していたメンバーはフリーメイソンと何らかの関わりを持っていた。

## 歴史
カルボナリやアポファジーメニと比べるとより早い時期に活躍した組織の為、断片的な資料しか残っておらず詳しい歴史は不明である。1800年代、フィリッポ・ブオナローティによって設立されたのがその起源と考えられ、トリノを本拠地としていた。
1818年にはジュネーヴに本拠地を置きピエモンテに勢力を拡大していた秘密結社アデルフィア (秘密結社)を吸収。また同じくピエモンテやロンバルディアで勢力を広げる結社「フェデラーティ」や、ロマーニャの「トゥルバ」を指導下に従えた。さらには後のナポリ革命、ピエモンテ革命、中部イタリア革命などで主導的役割を果たす事になるがまだ勢力が弱かったカルボナリの北イタリア支部をその指導下に組み入れており、百日天下で活躍したフランス人アレクサンドル・アンドリアンなどがブオナローティに引き入れられる形で加入して、北イタリア最大の秘密結社の一つとなった。
1820年頃にはピエモンテと連携して決起を企んでいたロンバルディア貴族のフェデリーコ・コンファロニエリ伯とも交流を持ち、その蜂起への参加を検討していた。
1821年にはカルボナリが大きく関与したピエモンテ革命が発生するが、その始まりは3月9日のグリエルモ・アンサルディ将軍の決起であり、この最初の決起時点ではカルボナリよりもスプリーミ＝マエストリ＝ペルフェッティと、その指導下にあったフェデラーティがその煽動に大きく関与していた。
しかしピエモンテ革命の失敗以後、イタリアではその反動でより政治的思想がより苛烈に弾圧されるようになり、スプリーミ＝マエストリ＝ペルフェッティは姿を消した。弾圧を生き残ったカルボナリに合流した者もいた。